# Н’Кауа, Дезире
Дезире Н’Кауа (фр. Désiré N'Kaoua; род. 13 июня 1933) — французский пианист.
Учился в Парижской консерватории у Маргерит Лонг и Лазара Леви. В 18-летнем возрасте дебютировал с Берлинским филармоническим оркестром. В 1961 г. выиграл Международный конкурс исполнителей в Женеве.
Среди записей Н’Кауа есть сочинения Моцарта, Шуберта, Шопена, однако прежде всего он считается специалистом по французской музыке — в частности, по творчеству Мориса Равеля и Альбера Русселя (все фортепианные произведения которого он записал); среди других композиторов, которым посвящены отдельные альбомы Н’Кауа, — Клод Дебюсси, Габриэль Форе, Жан Ален, Эмманюэль Шабрие.